# Роза (Доктор Кто, 2005)
«Роза» (англ. Rose) — серия британского научно-фантастического телесериалa «Доктор Кто». Впервые был показан 26 марта 2005 года. В этой серии дебютировали Кристофер Экклстон в роли Девятого Доктора и Билли Пайпер в роли Розы Тайлер. Это первый эпизод сериала после 1996 года.

## Сюжет
Роза Тайлер, молодая девушка, работающая в Лондонском магазине, после закрытия оказывается окружена ожившими манекенами. Её спасает странный человек, называющий себя Доктором. Доктор взрывает магазин, чтобы уничтожить передатчик, который контролирует манекенов.
На следующий день Роза встречает Доктора на пороге своего дома. Она затаскивает его в дом и требует объяснений вчерашним событиям. Пластиковая рука, оставшаяся от манекена и принесённая Розой домой, оживает и нападает на них. Доктор обезвреживает руку и уходит, Роза идёт с ним и продолжает требовать объяснений. Доктор наконец-то рассказывает, что манекенами управляют с помощью контрольного устройства и что существа из пластика хотят свергнуть и уничтожить человеческую расу, после чего скрывается в синей полицейской будке и исчезает вместе с ней.
Роза рассказывает о Докторе своему парню Микки и находит сайт, посвящённый Доктору. Вместе с Микки они отправляются к создателю сайта — Клайву. Пока Роза разговаривает с Клайвом в доме, Микки похищают и заменяют пластиковой копией. Лже-Микки ведёт Розу в кафе и расспрашивает о Докторе, но в этот момент появляется сам Доктор, сражается с копией Микки и обезглавливает её.
С помощью Розы Доктор находит центр управления, который находится в техническом помещении под Лондонским глазом и контролируется Сознанием Нестин. Доктор пытается вести переговоры, но Нестин воспринимает его появление как нападение и начинает войну. Автоны оживают и атакуют людей. Роза уничтожает Нестин с помощью «антипластика», принесённого Доктором. Вместе со спасённым из плена Микки они покидают горящее подземелье.
Доктор предлагает Розе путешествовать по Вселенной вместе с ним. Роза, беспокоясь о матери и Микки, отказывается. Доктор даёт ей второй шанс и рассказывает, что может путешествовать также и во времени. Роза решается. Она прощается с Микки и радостно вбегает в двери ТАРДИС.

### Дополнительная информация

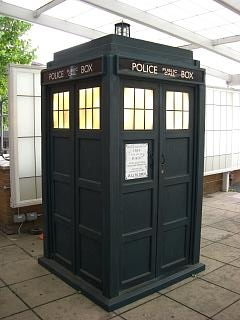
Тардис Доктора 2005—2010

- В доме Розы, когда Доктор смотрит на себя в зеркало, он делает некоторые замечания по поводу своей внешности так, будто видит себя в первый раз — это может означать, что либо регенерация Военного Доктора в Девятого, показанная в эпизоде День Доктора, произошла совсем недавно, либо Девятый Доктор с момента регенерации и до встречи с Розой ни разу не видел себя в отражении.
- Прежде Доктор регенерировал без свидетелей-спутников лишь однажды, во время дебюта Джона Пертви в роли Третьего Доктора[2].

### Вымышленные веб-сайты
Сайт Клайва «Who is Doctor Who?» существует и обновляется так, как если бы все события сериала происходили в действительности. Сайт, опубликованный в «реальном мире», отличается от сайта в сериале фоновыми цветом и изображением. На опубликованном сайте под рисунком Кракатау написано «Дата и Место: 1880, Суматра» что противоречит дате настоящих событий, словам Клайва и надписи на самом рисунке. Следующие примечания на сайте указывают, что Клайв был убит манекенами. Хотя его смерть не была показана на экране, это явно подразумевалось.
Веб-сайт, созданный BBC для UNIT, указывает, что события этой серии происходят в тот же самый день, в который она вышла в эфир — 25 марта 2005. Однако плакат в эпизоде «Пришельцы в Лондоне» (2005) утверждает, что Роза пропала 6 марта.

## Производство
«Роза» была внутрифирменной продукцией BBC Wales для BBC One и создавалась в Кардиффе в июле и августе 2004 года. Начиная с этого эпизода, «Доктор Кто» впервые должен был быть снят в формате widescreen и вернуться в 45-минутный формат впервые с 1985 года. Официально BBC называет этот эпизод «Series 1, Episode 1», обозначая, что корпорация перезапустила нумерацию сериала. Однако некоторые фанаты называют этот эпизод первым эпизодом 27 сезона (Season 27, Episode 1), чтобы отразить предшествующую ему историю. Эпизод был раскадрован Энтони Уильямсом.
В эпизоде мы видим, что действие происходит в Лондоне в Queens Arcade, где оживают манекены, но на самом деле это Кардифф. Большинство мест в этом эпизоде находятся рядом друг с другом. Магазин «Генрика» — на самом деле отделение магазина Howells, пиццерия — это La Fosse около концертного зала «Сейнт Девидз Холл», а улица, где Роза присоединяется к Доктору, — это «Сент Дэвид маркет».
Когда Сознание Нестин обнаруживает ТАРДИС и Доктор подтверждает, что это его корабль, губы Нестин издают несколько звуков, которые, как уверяют фанаты, означают «Злой волк» — фраза, которая является сюжетной аркой первого сезона. Однако в комментариях к DVD-версии Рассел Т. Дэвис сообщил, что Нестин произносит слова «Повелитель Времени».
Впервые имена двух актёров (Экклстон и Пайпер) были показаны перед названием сериала в начальных титрах. Имя Пола Макгана появлялось в начальных титрах фильма 1996 года, но уже после названия.

### Музыка
Новое исполнение Мюррея Голда главной музыкальной темы содержит звуки и элементы из исполнения темы 1963 года Делии Дербишайе и переделанной в 1980 Питером Хоуеллом. Тема Дербишайе в последний раз была услышана на телевидении в 1983 в закрывающих титрах специального эпизода «Пять Докторов». Более раннюю версию Мюррея Голда можно услышать в официальном трейлере BBC к первому сезону.
Музыка, играющая, когда Доктор заканчивает рассказ о «вращении Земли» и направляется к ТАРДИС, содержит в себе отчётливый женский вокал. В DVD-комментариях к этому эпизоду Расселл Ти Дейвис и Фил Коллинсон в шутку называют этот голос «президентом Флавия», имея в виду Повелительницу времени из эпизода «Пять Докторов». Дэвис говорит, что это тема звучит «всякий раз, когда становится слишком „таймлордно“» (от «Тайм Лорд» — Time Lord — Повелитель времени). Её можно услышать в течение первого сезона (в «Конец Света», «Шумный город», «Злой волк» и «Пути расходятся»).
Большинство музыкальных тем этого эпизода выпущено в декабре 2006 как часть саундтрека. Вокальные части были спеты Мелани Паппенгейм. Музыка, названная в саундтреке «Doomsday», впервые звучит, когда Роза первый раз входит в ТАРДИС.

### Актёрский состав
- В закрывающих титрах роль Кристофера Экклстона указана как «Доктор Кто». Впервые актёра, играющего Доктора, назвали в титрах именно так в 18 сезоне.
- Актёр Марк Бентон, играющий Клайва, впервые появился в роли Эллиса в аудионовелле «Захватчики с Марса» с Полом Макганном в роли Восьмого Доктора.

## Внешние отсылки
- Начало эпизода содержит множество рекламы: объявление на автобусе рекламирует мюзикл «Король лев», большое видео на площади Пикадилли показывает рекламы Samsung, Кока-кола, McDonald’s и TDK.

- Доктор утверждает, что может чувствовать, как Земля движется под ногами со скоростью 1000 миль в час. Такое число действительно возможно, но только на экваторе, для Лондона правильной будет другое число — 650 миль в час[5].

- Название книги, у которой, по словам Доктора, «печальный конец», — «The Lovely Bones». Мелодия, которую он напевает, — тема из мюзикла «Парни и куколки».

## Показ
Новые серии «Доктора» включают документальные фильмы «Доктор Кто: Конфиденциально», которые транслировались на BBC Three в 19:45, сразу после эпизода «Доктора Кто» по BBC One. Первый эпизод новейших серий использует трейлеры следующих серий, которые не показывались ранее.
По неофициальным оценкам, эпизод посмотрело 9,9 миллионов зрителей — 43,2 % телевизионной аудитории — в течение вечера. К концу это число переросло в 10,5 миллионов, таким образом увеличив аудиторию до 44,3 % процента (для сравнения, фильм «Доктор Кто» 1996 года собрал 9,08 миллионов зрителей). В некоторых регионах первые несколько минут эпизода были испорчены случайным вмешиванием звука из Graham Norton.
8 марта 2005 Рейтер сообщил, что копия первого эпизода утекла в Интернет и распространяется через торрент-трекеры. Просочившийся эпизод не содержал открывающих титров под новую мелодию Мюррей Голда. Сотрудник Би-би-си, ответственный за утечку, уволен.